# Carl Schurz
Carl Christian Schurz (ur. 2 marca 1829 w Erftstadt, zm. 14 maja 1906 w Nowym Jorku) – niemiecki rewolucjonista, amerykański mąż stanu oraz reformator i generał Armii Unii w czasie Wojny secesyjnej.
Dziennikarz, redaktor i mówca oraz pierwszy amerykański senator pochodzenia niemieckiego (1869).
Ambasador Stanów Zjednoczonych w Hiszpanii (1861)
W latach 1877–1881 Sekretarz Departamentu Zasobów Wewnętrznych Stanów Zjednoczonych w gabinecie prezydenta Rutherforda Hayesa.

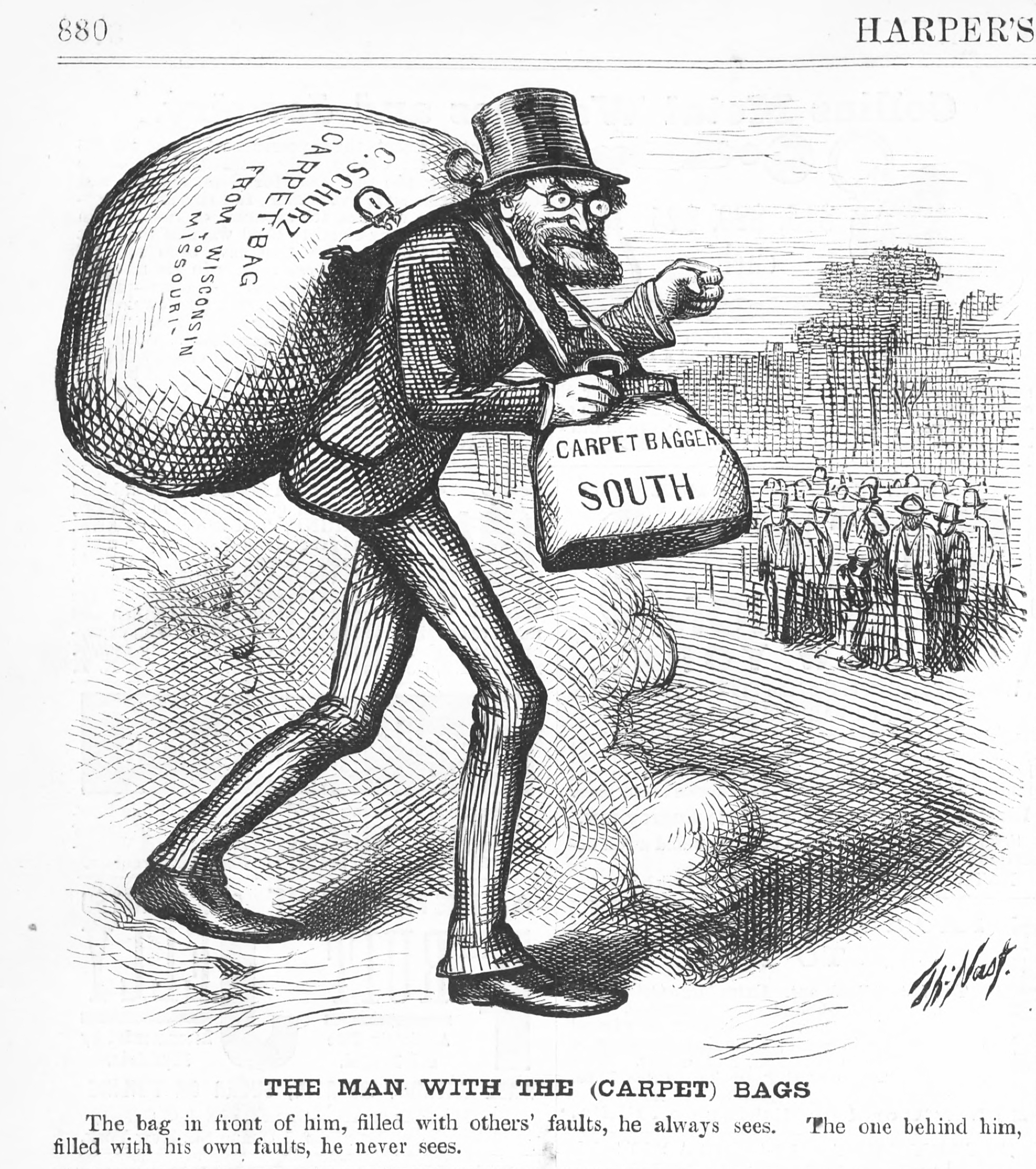
Karykatura z 1872 r. – Carl Schurz jako Carpetbagger